# Sandra Schmirler
Sandra Schmirler, née le 11 juin 1963 à Biggar et morte le 2 mars 2000 à Regina, est une joueuse canadienne de curling notamment championne olympique en 1998.

## Biographie
Championne du Canada en 1993 avec Joan McCusker, Jan Betker et Marcia Gudereit, Sandra Schmirler peut représenter le Canada aux Championnats du monde de cette année, qu'elle remporte en battant l'Allemagne en finale. Elle est à nouveau championne du monde en 1994 et en 1997. Battant l'équipe de Shannon Kleibrink, elle représente son pays aux Jeux olympiques d'hiver de 1998 à Nagano au Japon, où le curling est un sport officiel pour la première fois depuis 1924. Schmirler et ses coéquipières deviennent championnes olympiques après avoir battu le Danemark en finale et sont nommées « Équipe de l'année » par la presse canadienne en 1998 et deviennent membres du Curling Hall of Fame en 1999. Schmirler meurt d'un cancer en mars 2000, à l'âge de 36 ans.